# 오요도정
오요도정(일본어: 大淀町)은 일본 나라현 중부, 요시노강 우안에 있는 요시노군의 정이다.
과소화에 의해 인구가 감소하고 있는 요시노군에 있으면서 긴테쓰 오사카아베노바시역까지 약 1시간 거리에 있어 자연이 풍부한 주택 지역의 모습을 가지고 있으며 택지 개발로 인구가 증가하고 있다. 관공서가 모여있는 등 요시노군의 핵심 지역으로서 존재를 부각하고 있다.

## 지리
기이반도의 거의 중앙에 위치하고 북쪽에는 류몬 산지가 우뚝 솟아 있고 남쪽에는 요시노강이 흐른다. 서부는 오아다 고원을 시작으로 구릉지가 많지만 요시노강을 따라서 비교적 기복이 적은 토지가 펼쳐져 활동의 중심지가 되어 있다.

## 역사
- 1889년 - 오요도촌이 탄생하였다.
- 1921년 2월 11일 - 오요도촌이 정으로 승격해 오요도정이 되었다.

## 교통

### 철도
- 긴키 닛폰 철도 요시노선
  - (← 고세시 요시노구치역) - 구스리미즈역 - 후쿠가미역 - 오아다역 - 시모이치구치역 - 고시베역 - 무다역 - (요시노정 야마토카미이치역 →)

### 도로
- 국도 제169호선
- 국도 제309호선 (일본)(일본어판)
- 국도 제370호선 (일본)(일본어판)